# Nohn (Sarre)
Pour l’article homonyme, voir Nohn.
Nohn est un ortsteil de la commune allemande de Mettlach en Sarre.

## Histoire
Ancienne communauté du bailliage de Bouzonville avant 1790, Nohn devint ensuite une commune de Moselle dans l'arrondissement de Thionville et le canton de Sierck, puis fut cédé à la Prusse en 1814. Cette localité fut ensuite une commune allemande indépendante jusqu'au 1er janvier 1974.